# Chiesa di San Lorenzo (Macao)
La chiesa di San Lorenzo venne costruita dai padri missionari gesuiti che giunsero a Macao nel XVI secolo. Si trova a San Lorenzo, nella città di Macao, e dal 2005 è parte del complesso di edifici storici appartenenti al centro storico di Macao iscritto nella lista dei beni patrimonio dell'umanità dell'UNESCO.
L'edificio è considerato uno dei più antichi di tutta Macao, in quanto i lavori vennero avviati nel 1558 all'arrivo dei primi padri missionari gesuiti nella colonia portoghese e venne conclusa nel 1560. La costruzione iniziale venne prima sostituita da una struttura in terra battuta nel 1618 e poi in pietra nel 1801-1803. Considerato che un tempo era situata ai margini meridionali della città, le famiglie di marinai portoghesi erano abituate a riunirsi sulla sua scalinata principale che aveva una vista diretta sul mare. Per questa ragione la chiesa era conosciuta anche con il nome "Feng Shun Tang", cioè la "chiesa dei Venti di Navigazione Calma", oppure come "Fong Song T'ong", cioè "chiesa del Vento Favorevole". Anticamente le donne portoghesi, oltre ad attendere i famigliari marinai sulla scalinata principale, salivano alla chiesa per pregare per la loro sicurezza in mare.
Il tracciato della chiesa compone una croce latina di 37 metri di lunghezza e 29 metri di larghezza, con i lati minori della croce che vanno a formare due cappelle laterali. La facciata, in stile neoclassico, raggiunge i 21 metri di altezza. L'interno è riccamente decorato con colonne ornamentali e un soffitto di legno dipinto di turchese, con travi bianche e dorate. La navata principale presenta l'altare maggiore decorato con un'immagine di san Lorenzo e alcune finestre della chiesa sono decorate con vetrate colorate che descrivono la vita del santo. All'interno della chiesa sono preservati dei particolari oggetti di arte sacra tra cui alcune immagini della Maria Addolorata e santa Lucia.